# Piotr (Dmitrijew)
Piotr, imię świeckie Iwan Wiaczesławowicz Dmitrijew (ur. 2 maja 1979 w Riazaniu) – rosyjski biskup prawosławny.

## Życiorys
Ukończył seminarium duchowne w Moskwie, a następnie Moskiewską Akademię Duchowną (dyplom w 2008). Na pierwszym roku studiów został postrzyżony na mnicha przez metropolitę krutickiego i kołomieńskiego Juwenaliusza, przyjmując imię zakonne Piotr na cześć Piotra Apostoła. 26 grudnia 2003 ten sam hierarcha wyświęcił go na diakona i skierował do służby w Monasterze Nowodziewiczym w Moskwie, zaś 19 czerwca 2005 – na hieromnicha. Od wyświęcenia do 2008, a następnie od września 2012 do kwietnia 2013 służył w cerkwi Przemienienia Pańskiego w Monasterze Nowodziewiczym, przy rezydencji ordynariusza eparchii moskiewskiej obwodowej, będąc równocześnie kierownikiem jego kancelarii. Od 2007 do 2013 był proboszczem parafii Trójcy Świętej w Nazarjewie, zaś od 2008 do 2013 – parafii św. Jerzego w Gorkach-10. Równocześnie od 2008 do 2010 wykładał liturgikę w seminarium duchownym w Kołomnie.
W 2013 został mianowany przełożonym monasteru Narodzenia Matki Bożej w Kołomnie i w związku z tym otrzymał godność ihumena. W marcu 2016 został równocześnie dziekanem dekanatu kołomieńskiego. 21 października 2016 Święty Synod nominował go na biskupa łuchowickiego, wikariusza eparchii moskiewskiej obwodowej. Dwa dni później otrzymał godność archimandryty. Jego chirotonia biskupia miała miejsce 26 października 2016 w Monasterze Nowodziewiczym w Moskwie pod przewodnictwem patriarchy moskiewskiego i całej Rusi Cyryla.
W 2021 r. został wikariuszem nowo powstałej eparchii kołomieńskiej, zachowując dotychczasowy tytuł. We wrześniu tego samego roku przeniesiony na katedrę tarską.
W 2023 r. Święty Synod przeniósł go na katedrę złatoustowską.